# 矢作城
矢作城（やはぎじょう）、または大崎城（おおさきじょう）は、千葉県香取市大崎にあった日本の城。「大崎城跡」として香取市指定史跡。

## 概要
矢作城は大崎城とも呼ばれ、城址は香取市大崎字城内を中心としている。本矢作城主第4代の国分胤長の第二子・泰胤が城替えして拠ったもので、旧城には一族の行常が残った。
大崎の地はもともと、足利家氏の次男である斯波宗家の領有した大崎庄であったが、斯波氏がここを離れ、奥州を本拠とするようになったので、国分泰胤はその後を受けて領主となった。矢作城は、本矢作城に比べかなり大きく、さらに要害で、耕地が開けて佐原にも近く、交通至便である。本矢作城から移ったのは、14世紀の初め頃と言われる。
戦国末期になると、他の千葉氏の城と同じく北条氏の配下に属したが、何度か里見氏の属将正木氏に攻められている。これにより、永禄8年（1565年）に一度落城したとの説がある。その後、正木氏は小見川を捨てて上総に引き上げたので、国分氏は再び城地を回復したが、天正14年（1586年）に再び正木軍の攻撃を受けて落城した。
天正18年（1590年）、矢作城は豊臣秀吉下の徳川家康の軍勢により開城させられた。このとき、国分氏は常陸鹿島惣大行事のもとへ逃れて庇護を受け、のちに水戸家の食客となった。

## 構造
矢作城は、「城の内」と「外城」に分けられる。
城の内は、本妙寺の横から与倉を通って国道51号線に抜ける道路の北側にあり、本丸跡と妙見社が祀られた跡がある。外城は、本妙寺の南で、白旗神社のあたりまで多くの空堀があったという。大手門はこの南にあったと推定される。

## アクセス
- JR成田線佐原駅から多古行きバス 橋本下車　徒歩15分